# دلبتا
دلبتا (به عربی: دلبتا) یک منطقهٔ مسکونی در لبنان است که در شهرستان کسروان واقع شده‌است.
 دلبتا   ۶۷۰ متر بالاتر از سطح دریا واقع شده‌است.